# Municipio de Holly (Carolina del Norte)
El municipio de Holly (en inglés: Holly Township) es un municipio ubicado en el  condado de Pender en el estado estadounidense de Carolina del Norte. En el año 2010 tenía una población de 2.360 habitantes.

## Geografía
El municipio de Holly se encuentra ubicado en las coordenadas 34°33′33.6″N 77°44′21.92″O / 34.559333, -77.7394222.